# Discographie des Cranberries
La discographie des Cranberries, groupe de rock alternatif irlandais, comprend l'ensemble des disques publiés au cours de leur carrière. Elle est composée de huit albums studio, trois albums live, six compilations, quatre EP, six DVD et une vingtaine de singles. Au début des années 2010, le groupe a vendu plus de 40 millions d'albums à travers le monde.

## Albums

### Albums studio
| Titre                                        | Détails                                                                    | Classement des ventes | Classement des ventes | Classement des ventes | Classement des ventes | Classement des ventes | Classement des ventes | Classement des ventes | Classement des ventes | Classement des ventes | Classement des ventes | Classement des ventes | Classement des ventes | Classement des ventes | Classement des ventes | Classement des ventes | Certifications                                                                          |
| Titre                                        | Détails                                                                    | ALL                   | AUS                   | AUT                   | BEL ,                 | CAN                   | USA                   | FRA                   | IRL                   | ITA ,                 | NOR                   | NZL                   | P-B                   | R-U                   | SUÈ                   | SUI                   | Certifications                                                                          |
| -------------------------------------------- | -------------------------------------------------------------------------- | --------------------- | --------------------- | --------------------- | --------------------- | --------------------- | --------------------- | --------------------- | --------------------- | --------------------- | --------------------- | --------------------- | --------------------- | --------------------- | --------------------- | --------------------- | --------------------------------------------------------------------------------------- |
| Everybody Else Is Doing It, So Why Can't We? | - Sortie : 1er mars 1993 - Label : Island Records - Format(s) : CD, LP, K7 | 18                    | 16                    | —                     | —                     | —                     | 18                    | 10                    | 1                     | —                     | —                     | 9                     | —                     | 1                     | 24                    | —                     | : 5 × Platine · : 2 × Platine · : Platine · : Or ·                                      |
| No Need to Argue                             | - Sortie: 3 octobre 1994 - Label: Island Records - Format(s): CD, LP, K7   | 1                     | 1                     | 1                     | 1                     | 3                     | 6                     | 1                     | 3                     | 3                     | 3                     | 1                     | 2                     | 2                     | 1                     | 2                     | : Diamant · : 7 × Platine · : 5 × Platine · : 3 × Platine · : 3 × Platine · : Platine · |
| To the Faithful Departed                     | - Sortie : 29 avril 1996 - Label : Island Records - Format(s) : CD, LP, K7 | 2                     | 1                     | 5                     | 1                     | 5                     | 4                     | 1                     | 1                     | 2                     | 3                     | 1                     | 3                     | 2                     | 1                     | 3                     | : 3 × Platine · : 2 × Platine · : Platine · : Platine · : Or · : Or ·                   |
| Bury the Hatchet                             | - Sortie : 19 avril 1999 - Label : Island Records - Format(s) : CD, LP, K7 | 1                     | 11                    | 2                     | 7                     | 1                     | 13                    | 2                     | 4                     | 2                     | 4                     | 6                     | 9                     | 7                     | 4                     | 1                     | : 2 × Platine · : Platine · : Platine · : Or · : Or · : Argent ·                        |
| Wake Up and Smell the Coffee                 | - Sortie : 22 octobre 2001 - Label : MCA - Format(s) : CD, LP              | 7                     | 85                    | 17                    | 7                     | 8                     | 46                    | 2                     | 9                     | 2                     | 16                    | —                     | 24                    | 61                    | 27                    | 6                     | : Platine · : 2 × Or · : Or ·                                                           |
| Roses                                        | - Sortie : 27 février 2012 - Label : Cooking Vinyl - Format(s) : CD, LP    | 13                    | —                     | 28                    | 8                     | 6                     | 51                    | 5                     | 17                    | 9                     | —                     | 38                    | 38                    | 37                    | —                     | 10                    |                                                                                         |
| Something Else                               | - Sortie : 28 avril 2017 - Label : BMG - Format(s) : CD, LP                | 60                    | —                     | —                     | 29                    | 96                    | —                     | 27                    | 17                    | 9                     | —                     | —                     | —                     | 18                    | —                     | 43                    |                                                                                         |
| In the End                                   | - Sortie : 26 avril 2019 - Label : BMG - Format(s) : CD, LP                | 8                     | 28                    | 16                    | 9                     | 34                    | 119                   | 11                    | 3                     | 4                     | —                     | —                     | 45                    | 10                    | —                     | 5                     |                                                                                         |

### Albums live
| Titre                              | Date de sortie    | Type | Label          |
| ---------------------------------- | ----------------- | ---- | -------------- |
| Bualadh Bos – The Cranberries Live | 10 novembre 2009  | CD   | Island Records |
| Live in Paris 2010                 | 27 septembre 2011 | CD   | 4worlds Media  |
| Live 2012 (London)                 | 3 décembre 2012   | CD   | Concert Live   |

### Compilations
| Titre                                                                     | Détails                                                                 | Classement des ventes | Classement des ventes | Classement des ventes | Classement des ventes | Classement des ventes | Classement des ventes | Classement des ventes | Classement des ventes | Classement des ventes | Classement des ventes | Classement des ventes | Classement des ventes | Certifications |
| Titre                                                                     | Détails                                                                 | ALL                   | AUT                   | BEL                   | FRA                   | IRL                   | ITA                   | NOR                   | NZL                   | P-B                   | R-U                   | SUÈ                   | SUI                   | Certifications |
| ------------------------------------------------------------------------- | ----------------------------------------------------------------------- | --------------------- | --------------------- | --------------------- | --------------------- | --------------------- | --------------------- | --------------------- | --------------------- | --------------------- | --------------------- | --------------------- | --------------------- | -------------- |
| Treasure Box: The Complete Sessions 1991–1999                             | - Sortie : 2 avril 2002 - Label : Island Records - Format(s) : CD, LP   | —                     | —                     | —                     | —                     | —                     | —                     | —                     | —                     | —                     | —                     | —                     | —                     |                |
| Stars - The Best of 1992 - 2002                                           | - Sortie : 3 octobre 2002 - Label : Island Records - Format(s) : CD, LP | 23                    | 16                    | 3                     | 1                     | 4                     | 3                     | 6                     | 18                    | 31                    | 20                    | 37                    | 4                     | : Or · : Or ·  |
| The Best of: The Cranberries: 20th Century Masters: Millennium Collection | - Sortie : 27 septembre 2005 - Label : Island Records - Format(s) : CD  | —                     | —                     | —                     | —                     | —                     | —                     | —                     | —                     | —                     | —                     | —                     | —                     |                |
| Best of Gold                                                              | - Sortie : 18 mars 2008 - Label : Island Records - Format(s) : CD       | —                     | —                     | —                     | —                     | —                     | —                     | —                     | —                     | —                     | —                     | —                     | —                     |                |
| Icon: The Cranberries                                                     | - Sortie : 31 août 2010 - Label : Island Records - Format(s) : CD       | —                     | —                     | —                     | —                     | —                     | —                     | —                     | —                     | —                     | —                     | —                     | —                     |                |
| Dreams: The Collection                                                    | - Sortie : 12 octobre 2012 - Label : Spectrum - Format(s) : CD          | —                     | —                     | —                     | —                     | 3                     | —                     | —                     | —                     | —                     | 44                    | —                     | —                     |                |

### EPs
| Titre               | Date de sortie  | Type   | Label         |
| ------------------- | --------------- | ------ | ------------- |
| Anything            | janvier 1990    | K7     | auto-édité    |
| Water Circle        | août 1990       | K7     | Xeric Records |
| Nothing Left at All | novembre 1990   | K7     | Xeric Records |
| Uncertain EP        | 28 octobre 1991 | CD, LP | Xeric Records |

## Vidéographie
| Titre                                            | Date de sortie   | Type     | Label                          |
| ------------------------------------------------ | ---------------- | -------- | ------------------------------ |
| Live (London Astoria 2)                          | 17 mai 1994      | VHS, DVD | Polygram Video, Island Records |
| Doors and Windows                                | 1995             | CD-ROM   | Island Records                 |
| Beneath the Skin - Live in Paris                 | 2 janvier 2001   | DVD, VHS | Image Entertainment            |
| Stars: The Best of Videos 1992–2002              | 26 novembre 2002 | DVD      | Island Records                 |
| 20th Century Masters Collection: The Cranberries | 2005             | DVD      | Island Records                 |
| Gold Collection: The Videos                      | 2007             | DVD      | Universal Records              |

## Singles
| Année | Single                          | Classement des ventes | Classement des ventes | Classement des ventes | Classement des ventes | Classement des ventes | Classement des ventes | Classement des ventes | Classement des ventes | Classement des ventes | Classement des ventes | Classement des ventes | Classement des ventes | Classement des ventes | Classement des ventes | Album                                        |
| Année | Single                          | ALL                   | AUS                   | AUT                   | BEL                   | CAN                   | USA                   | FRA                   | IRL                   | NOR                   | NZL                   | P-B                   | R-U                   | SUÈ                   | SUI                   | Album                                        |
| ----- | ------------------------------- | --------------------- | --------------------- | --------------------- | --------------------- | --------------------- | --------------------- | --------------------- | --------------------- | --------------------- | --------------------- | --------------------- | --------------------- | --------------------- | --------------------- | -------------------------------------------- |
| 1991  | Uncertain                       | —                     | —                     | —                     | —                     | —                     | —                     | —                     | —                     | —                     | —                     | —                     | —                     | —                     | —                     | Uncertain EP                                 |
| 1993  | Linger                          | —                     | 33                    | —                     | —                     | 4                     | 8                     | —                     | 3                     | —                     | 38                    | —                     | 14                    | —                     | —                     | Everybody Else Is Doing It, So Why Can't We? |
| 1994  | Dreams                          | —                     | 30                    | —                     | —                     | 27                    | 42                    | —                     | 9                     | —                     | —                     | —                     | 27                    | —                     | —                     | Everybody Else Is Doing It, So Why Can't We? |
| 1994  | Zombie                          | 1                     | 1                     | 2                     | 1                     | 19                    | —                     | 1                     | 3                     | 2                     | 5                     | 3                     | 14                    | 2                     | 2                     | No Need to Argue                             |
| 1994  | Ode to My Family                | 29                    | 5                     | —                     | 18                    | 25                    | —                     | 4                     | 16                    | —                     | 8                     | 22                    | 26                    | —                     | —                     | No Need to Argue                             |
| 1995  | I Can't Be with You             | —                     | 30                    | —                     | —                     | —                     | —                     | 24                    | 21                    | —                     | 25                    | —                     | 23                    | —                     | —                     | No Need to Argue                             |
| 1995  | Ridiculous Thoughts             | —                     | 60                    | —                     | —                     | —                     | —                     | —                     | 23                    | —                     | 43                    | —                     | 20                    | —                     | —                     | No Need to Argue                             |
| 1996  | Salvation                       | 44                    | 8                     | 27                    | 18                    | 30                    | —                     | 13                    | 8                     | —                     | 7                     | 36                    | 13                    | 33                    | 35                    | To the Faithful Departed                     |
| 1996  | Free to Decide                  | 94                    | 43                    | —                     | —                     | 3                     | —                     | 43                    | 28                    | —                     | 19                    | —                     | 33                    | 40                    | —                     | To the Faithful Departed                     |
| 1996  | When You're Gone                | 94                    | 40                    | —                     | 56                    | 9                     | 22                    | 26                    | 21                    | 4                     | 23                    | —                     | —                     | 31                    | —                     | To the Faithful Departed                     |
| 1997  | Hollywood (seulement en France) | —                     | —                     | —                     | —                     | —                     | —                     | —                     | —                     | —                     | —                     | —                     | —                     | —                     | —                     | To the Faithful Departed                     |
| 1999  | Promises                        | 45                    | 78                    | 37                    | 21                    | 6                     | —                     | 32                    | 19                    | 17                    | 20                    | 42                    | 13                    | 33                    | 19                    | Bury the Hatchet                             |
| 1999  | Animal Instinct                 | 72                    | —                     | —                     | —                     | —                     | —                     | 55                    | —                     | —                     | —                     | 79                    | 54                    | —                     | —                     | Bury the Hatchet                             |
| 1999  | Just My Imagination             | 77                    | —                     | —                     | 60                    | —                     | —                     | 71                    | —                     | —                     | —                     | —                     | —                     | —                     | —                     | Bury the Hatchet                             |
| 2000  | You and Me                      | —                     | —                     | —                     | —                     | —                     | —                     | —                     | —                     | —                     | —                     | —                     | —                     | —                     | —                     | Bury the Hatchet                             |
| 2001  | Analyse                         | —                     | —                     | —                     | 64                    | —                     | —                     | 57                    | 28                    | —                     | —                     | 76                    | 89                    | —                     | 43                    | Wake Up and Smell the Coffee                 |
| 2002  | Time Is Ticking Out             | —                     | —                     | —                     | —                     | —                     | —                     | —                     | —                     | —                     | —                     | —                     | —                     | —                     | —                     | Wake Up and Smell the Coffee                 |
| 2002  | This Is the Day                 | —                     | —                     | —                     | —                     | —                     | —                     | —                     | —                     | —                     | —                     | —                     | —                     | —                     | —                     | Wake Up and Smell the Coffee                 |
| 2002  | Stars                           | —                     | —                     | —                     | —                     | —                     | —                     | —                     | —                     | —                     | —                     | —                     | —                     | —                     | —                     | Stars - The Best of 1992 - 2002              |
| 2011  | Tomorrow                        | —                     | —                     | —                     | —                     | —                     | —                     | —                     | —                     | —                     | —                     | —                     | —                     | —                     | —                     | Roses                                        |
| 2012  | Raining In My Heart             | —                     | —                     | —                     | —                     | —                     | —                     | —                     | —                     | —                     | —                     | —                     | —                     | —                     | —                     | Roses                                        |
| 2012  | Waiting In Walthamstow          | —                     | —                     | —                     | —                     | —                     | —                     | —                     | —                     | —                     | —                     | —                     | —                     | —                     | —                     | Roses                                        |
| 2017  | Why                             | —                     | —                     | —                     | —                     | —                     | —                     | —                     | —                     | —                     | —                     | —                     | —                     | —                     | —                     | Something Else                               |
| 2017  | Linger (version acoustique)     | —                     | —                     | —                     | —                     | —                     | —                     | —                     | —                     | —                     | —                     | —                     | —                     | —                     | —                     | Something Else                               |